# Trimezia riopretensis
Trimezia riopretensis är en irisväxtart som beskrevs av Pierfelice Ravenna. Trimezia riopretensis ingår i släktet Trimezia och familjen irisväxter. Inga underarter finns listade i Catalogue of Life.